# Hydrophilus aterrimus
Hydrophilus aterrimus är en skalbaggsart som beskrevs av Johann Friedrich von Eschscholtz 1822. Hydrophilus aterrimus ingår i släktet Hydrophilus, och familjen palpbaggar. Enligt den svenska rödlistan är arten nära hotad i Sverige. Arten förekommer i Götaland, Gotland och Öland. Artens livsmiljö är våtmarker, sjöar och vattendrag.

## Bildgalleri

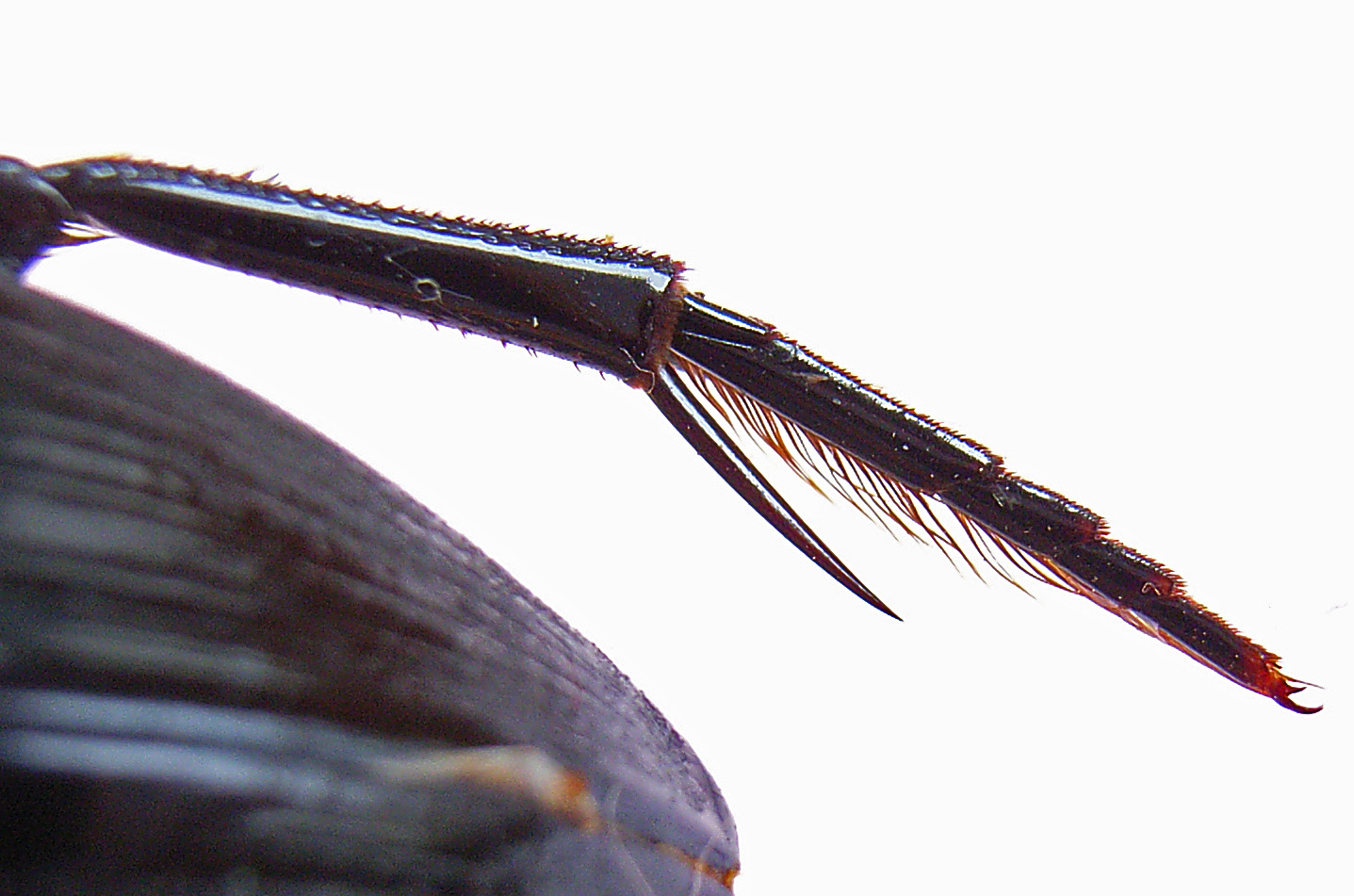
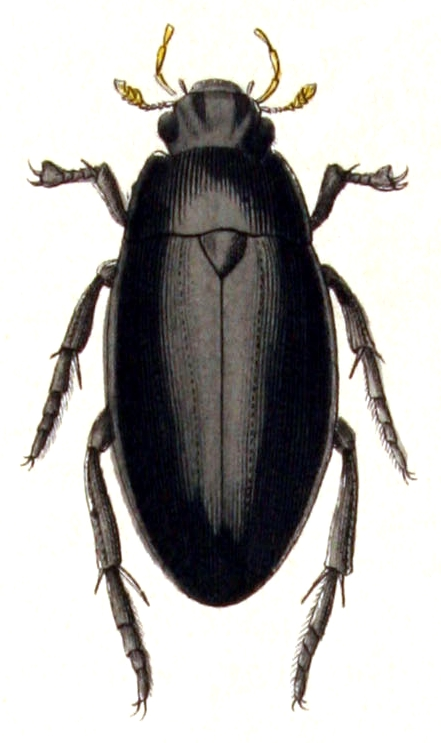
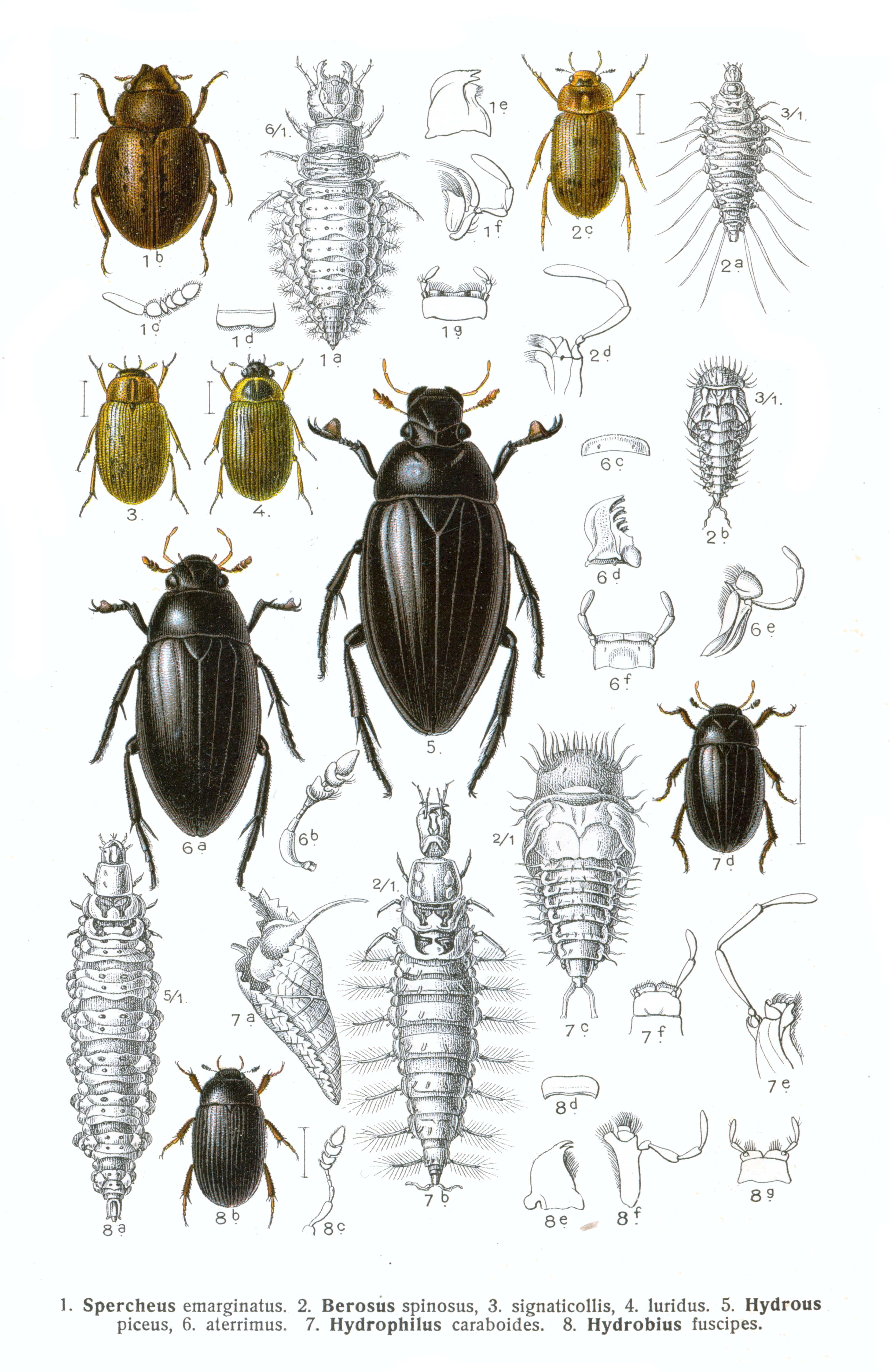